# نانغونغ
نانغونغ (بالصينية: 南宫) هي مدينة من مدن الصين.

## وصلات خارجية
- الموقع الرسمي